# カミーユ・ロアン

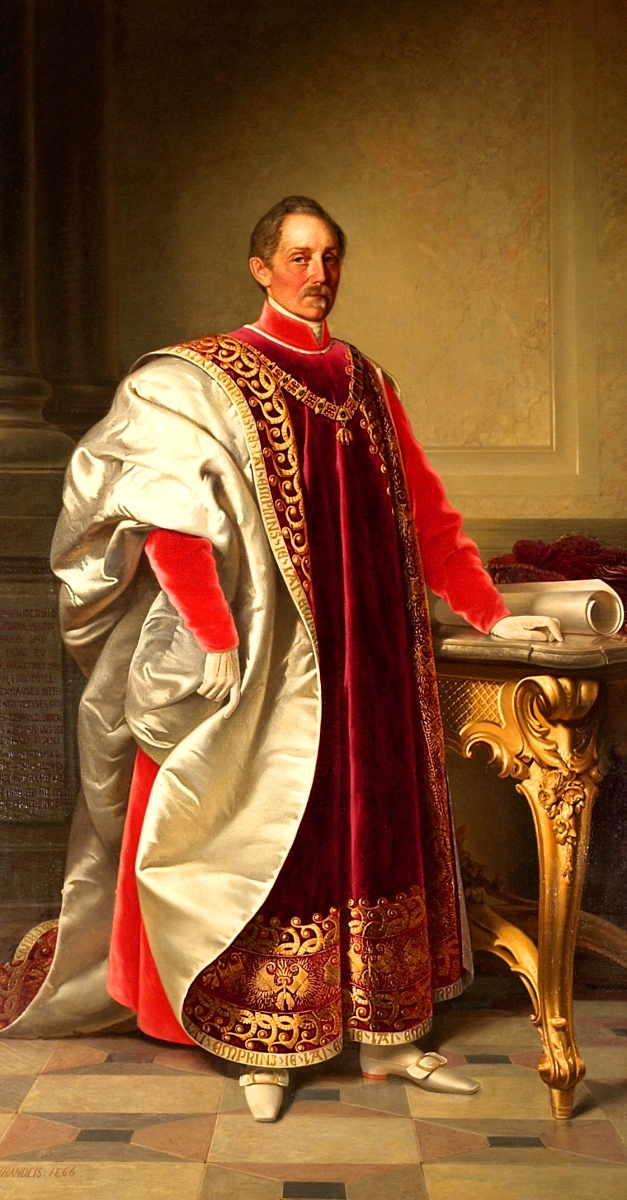
金羊毛騎士団の儀礼用ローブをまとったカミーユ・ロアン、ヤン・ブランダイス画、1866年

カミーユ・ヨーゼフ・フィリップ・イデスバルト・フュルスト・ロアン（Camille Joseph Philipp Idesbald Fürst Rohan, 1800年12月19日 - 1892年9月13日）は、オーストリア＝ハンガリー（二重帝国）領ボヘミアの貴族・大土地所有者。ロアン家家長。オーストリア貴族としてロアン侯、フランス貴族としてモントーバン公爵、ブイヨン公爵、ロシュフォール公及びゲメネ公の爵位を有した。

## 生涯
ロアン家家長のゲメネ公アンリ＝ルイ＝マリー・ド・ロアンの娘マリー＝ルイーズ＝ジョゼフィーヌ・ド・ロアン（1765年 - 1839年）と、分家筋のロシュフォール公シャルル＝ルイ＝ガスパール・ド・ロアン（1765年 - 1843年）の間の長男。一族はフランス革命の勃発に伴いオーストリア領に亡命・移住、1820年より北ボヘミアのシフロフ城を本拠とし、ボヘミア貴族として定着した。1822年にはカミーユの2歳年長の姉ガスパリーヌ（1798年 - 1871年）がロイス＝グライツ侯ハインリヒ19世に嫁し、一族とボヘミア貴族との通婚が進んだ。カミーユ自身も1826年5月28日ハイトにてレーヴェンシュタイン＝ヴェルトハイム＝ローゼンベルク侯カール・トマスの娘アーデルハイト（1806年 - 1884年）と結婚している。
3人の母方叔父たち、シャルル＝アラン、ヴィクトル、ルイにはいずれも男子がなく、ロアン＝ゲメネ家の断絶は確定的だった。そのため彼らの最年長の甥であり、分家ロアン＝ロシュフォール家の次期当主カミーユがロアン家家長となることは早いうちに決まっていた。1833年5月15日カミーユと弟バンジャマン（1804年 - 1846年）はルイ叔父と養子縁組したが、ルイ叔父の資産はバンジャマンが継承した。1846年12月10日ヴィクトル叔父が死ぬと同時に、カミーユはロアン家家長となり、ロアン侯その他の爵位、シフロフ城と北ボヘミアの大所領をこの叔父から相続した。1861年3月13日レオポルト勲章大十字章を授与され、同年4月18日よりオーストリア貴族院の世襲議員席を与えられた。1865年金羊毛騎士団騎士章を受けた。
カミーユは領民を労働力とし、シフロフ城と庭園の大規模な改築・改装を行った。1866年7月1日、カミーユはシフロフ城を、普墺戦争のためボヘミア国境地帯に進軍してきたプロイセン王ヴィルヘルム1世の宿泊所として提供した。このときの歓待が王の心証を非常によくしたようで、7月3日のケーニヒグレーツの戦いに伴うオーストリア敗走後も、勝者プロイセン軍はシフロフ城に対して全く略奪行為を行わなかった。2週間後の7月15日、今度はプロイセンの陸軍大将フリードリヒ・ヘルヴァルト・フォン・ビッテンフェルトが2人の将軍とともにシフロフ城を訪れ、司令部を設置させるよう要求したとき、カミーユはすげなく断っている。
妻との間に子が無く、弟バンジャマンの孫アラン・ロアンが後継者となった。1892年91歳の高齢で死去。

## 引用
1. ↑  Camille Philippe Joseph Idesbald, Fst von Rohan, Duc de Montbazon et de Bouillon, Pr de Guéméné(1800-1892),Genealogy.euweb.Rohan5.